# Alexandros Ypsilanti
Kníže Alexander Ypsilantis, Ypsilanti nebo Alexandros Ypsilantis (řecky Ἀλέξανδρος Υψηλάντης; 12. prosince 1792 Konstantinopol – 31. ledna 1828 Vídeň) byl řecký generál bojující během řecké osvobozenecké války.

## Život
V roce 1809 vstoupil do ruské armády. Vyznamenal se během rusko-francouzské války a roku 1812 byl povýšen na majora. Účastnil se bojů proti Napoleonu Bonapartovi a v bitvě u Drážďan přišel o pravou ruku.
Později se stal pobočníkem cara Alexandra I. V roce 1820 se stal náčelníkem řecké hetairie filiků. V březnu 1821 připravil vojenský vpád do dunajských knížectví. Po překročení řeky Prut se v Multansku pokusil vzbouřit místní obyvatelstvo, ale to se mu nezdařilo a v tažení ho nepodpořili ani Rusové. Nedostalo se mu podpory ani řecko-rumunské aristokracie, po které vymáhal vysoké daně. Rozhodnou porážku utrpěl u kláštera Dragašan dne 21. června 1821. Sám se zachránil útěkem do Sedmihradska, kde však byl zatčen rakouskými úřady a vězněn v Mukačevu a později v Terezíně. V roce 1827 byl přičiněním cara Mikuláše I. propuštěn, ale nesměl opustit Veronu. Na cestě do Verony však zemřel.

## Ypsilantiho ulice v Brně
Ypsilantiho ulice v Brně byla pojmenována podle Alexandrova děda, rovněž jménem Alexander Ypsilantis (1726–1807), vojvody valašského v letech 1774–1782 a podruhé 1796–1797, a také knížete moldavského v letech 1786–1788, který byl v letech 1791–1795 vězněn na brněnském Špilberku.